# Wybory parlamentarne w Indonezji w 1987 roku
Wybory parlamentarne w Indonezji w 1987 roku odbyły się 23 kwietnia. Były to czwarte wybory zorganizowane w kraju po przejęciu władzy przez gen. Suharto (piąte w historii niepodległej Indonezji po wyborach z 1955, 1971, 1977 oraz 1982 roku). Po przeprowadzonych zmiananach, do zdobycia w wyborach było 400 mandatów (na pięcioletnią kadencję) w liczącej 500 miejsc Izbie Reprezentantów. Pozostałe 100 miejsc było zarezerwowane dla przedstawicieli armii (wojskowi nie posiadali czynnego prawa wyborczego) oraz osób wydelegowanych przez Suharto.

## Wyniki
| Ugrupowania                         | Liczba głosów | %     | Liczba mandatów |
| ----------------------------------- | ------------- | ----- | --------------- |
| Golkar                              | 62 783 680    | 73,11 | 299             |
| Zjednoczona Partia na rzecz Rozwoju | 13 701 428    | 15,96 | 61              |
| Indonezyjska Partia Demokratyczna   | 9 384 708     | 10,93 | 40              |
| Łącznie                             | 85 869 816    | 100%  | 400             |